# Kawasumi Nahomi
Kawasumi Nahomi (川澄 奈穂美, sinh ngày 23 tháng 9 năm 1985) là một cầu thủ bóng đá nữ người Nhật Bản.

## Đội tuyển bóng đá nữ quốc gia Nhật Bản
Kawasumi Nahomi thi đấu cho đội tuyển bóng đá nữ quốc gia Nhật Bản.

## Thống kê sự nghiệp
| Nhật Bản  | Nhật Bản | Nhật Bản |
| Năm       | Trận     | Bàn      |
| --------- | -------- | -------- |
| 2008      | 1        | 0        |
| 2009      | 2        | 0        |
| 2010      | 7        | 0        |
| 2011      | 13       | 6        |
| 2012      | 16       | 3        |
| 2013      | 11       | 3        |
| 2014      | 17       | 6        |
| 2015      | 11       | 1        |
| 2016      | 4        | 1        |
| Tổng cộng | 82       | 20       |

## Bàn thắng quốc tế
| #   | Ngày                 | Địa điểm                                                                           | Đối thủ           | Bàn thắng | Kết quả | Giải đấu                                                    |
| --- | -------------------- | ---------------------------------------------------------------------------------- | ----------------- | --------- | ------- | ----------------------------------------------------------- |
| 1.  | 4 tháng 3 năm 2011   | Lagos, Bồ Đào Nha                                                                  | Phần Lan          | 2–0       | 5–0     | Cúp Algarve 2011                                            |
| 2.  | 9 tháng 3 năm 2011   | Parchal, Bồ Đào Nha                                                                | Thụy Điển         | 1–2       | 1–2     | Cúp Algarve 2011                                            |
| 3.  | 13 tháng 7 năm 2011  | Commerzbank-Arena, Frankfurt am Main, Đức                                          | Thụy Điển         | 1–1       | 3–1     | Giải vô địch bóng đá nữ thế giới 2011                       |
| 4.  | 13 tháng 7 năm 2011  | Commerzbank-Arena, Frankfurt am Main, Đức                                          | Thụy Điển         | 3–1       | 3–1     | Giải vô địch bóng đá nữ thế giới 2011                       |
| 5.  | 1 tháng 9 năm 2011   | Sân vận động tỉnh Sơn Đông, Tế Nam, Trung Quốc                                     | Thái Lan          | 1–0       | 3–0     | Vòng loại bóng đá nữ Thế vận hội Mùa hè 2012 khu vực châu Á |
| 6.  | 5 tháng 9 năm 2011   | Sân vận động tỉnh Sơn Đông, Tế Nam, Trung Quốc                                     | Úc                | 1–0       | 1–0     | Vòng loại bóng đá nữ Thế vận hội Mùa hè 2012 khu vực châu Á |
| 7.  | 29 tháng 2 năm 2012  | Parchal, Bồ Đào Nha                                                                | Na Uy             | 2–1       | 2–1     | Cúp Algarve 2012                                            |
| 8.  | 7 tháng 3 năm 2012   | Sân vận động Algarve, Faro, Bồ Đào Nha                                             | Đức               | 1–2       | 3–4     | Cúp Algarve 2012                                            |
| 9.  | 25 tháng 7 năm 2012  | Sân vận động Thành phố Coventry, Coventry, Vương quốc Liên hiệp Anh và Bắc Ireland | Canada            | 1–0       | 2–1     | Thế vận hội Mùa hè 2012                                     |
| 10. | 11 tháng 3 năm 2013  | Sân vận động Algarve, Faro, Bồ Đào Nha                                             | Đan Mạch          | 2–0       | 2–0     | Cúp Algarve 2013                                            |
| 11. | 26 tháng 6 năm 2013  | Sân vận động Pirelli, Burton upon Trent, Anh                                       | Anh               | 1–1       | 1–1     | Giao hữu                                                    |
| 12. | 22 tháng 9 năm 2013  | Sân vận động Thể thao Nagasaki, Isahaya, Nhật Bản                                  | Nigeria           | 2–0       | 2–0     | Giao hữu                                                    |
| 13. | 26 tháng 5 năm 2014  | Sân vận động Thống Nhất, Thành phố Hồ Chí Minh, Việt Nam                           | Việt Nam          | 1–0       | 4–0     | Cúp bóng đá nữ châu Á 2014                                  |
| 14. | 26 tháng 5 năm 2014  | Sân vận động Thống Nhất, Thành phố Hồ Chí Minh, Việt Nam                           | Việt Nam          | 4–0       | 4–0     | Cúp bóng đá nữ châu Á 2014                                  |
| 15. | 18 tháng 9 năm 2014  | Incheon Namdong Asiad Rugby Field, Incheon, Hàn Quốc                               | Jordan            | 1–0       | 12–0    | Đại hội Thể thao châu Á 2014                                |
| 16. | 18 tháng 9 năm 2014  | Incheon Namdong Asiad Rugby Field, Incheon, Hàn Quốc                               | Jordan            | 12–0      | 12–0    | Đại hội Thể thao châu Á 2014                                |
| 17. | 22 tháng 9 năm 2014  | Sân vận động Incheon Munhak, Incheon, Hàn Quốc                                     | Đài Bắc Trung Hoa | 0–3       | 0–3     | Đại hội Thể thao châu Á 2014                                |
| 18. | 28 tháng 10 năm 2014 | Sân vận động Commonwealth, Edmonton, Canada                                        | Canada            | 0–3       | 0–3     | Giao hữu                                                    |
| 19. | 9 tháng 3 năm 2015   | Sân vận động Bela Vista, Parchal, Bồ Đào Nha                                       | Pháp              | 1–0       | 1–3     | Cúp Algarve 2015                                            |
| 20. | 7 tháng 3 năm 2016   | Sân vận động Kincho, Ōsaka, Nhật Bản                                               | Việt Nam          | 3–1       | 6–1     | Vòng loại bóng đá nữ Thế vận hội Mùa hè 2016 khu vực châu Á |